# Гайтан, Биби
Си́львия «Би́би» Гайта́н Баррага́н (исп. Silvia «Bibi» Gaytán Barragán; 27 января 1972, Тапачула, Чьяпас, Мексика) — мексиканская актриса и певица. Она стала известна в 1989 году после того, как стала участницей музыкальной поп-рок группы «Timbiriche», а в начале 1990-х годов начала сниматься в кино.  

## Личная жизнь
С 25 июня 1994 года Биби замужем за актёром и певцом Эдуардо Капетильо (род.1970). У супругов есть пятеро детей: сын Эдуардо Капетильо (род.1994), две дочери, Ана Паула Капетильо (род.1995) и Алехандра Капетильо (род.1999), и сыновья-близнецы Мануэль Капетильо и Даниэль Капетильо (род.20.06.2014).